# 玉の海正洋
玉の海 正洋（たまのうみ まさひろ、1944年〈昭和19年〉2月5日 - 1971年〈昭和46年〉10月11日）は、大阪府大阪市生野区出生、愛知県宝飯郡蒲郡町（現・蒲郡市）出身で片男波部屋（入門時は二所ノ関部屋）に所属した大相撲力士。第51代横綱。
血液型AB型。　
本名は谷口正夫、後に竹内正夫（たけうち まさお）。得意技は突っ張り、右四つ、寄り、吊り、上手投げ。
横綱在位年、1年9ヶ月。
10月初旬には入院したため、結果的に
入院期間は短期間だった。。

## 来歴
1944年（昭和19年）2月5日に大阪府大阪市で生まれるが、大阪大空襲で焼け出されて蒲郡に疎開、以降は蒲郡で育つ。谷口家は決して裕福ではない家庭であり、母はほとんど女手一つで正夫少年を含めた4人の子供を育て、針仕事や行商、時には土木作業で家計を支えた。そのような生い立ちが正夫少年に「母ちゃんのために、きっと家を建ててやるからな……。」という誓いを立てさせる動機となった。蒲郡市立蒲郡中学校時代は柔道で鳴らし、柔道部の1年先輩にあたる和晃（後に東前頭筆頭まで昇進）を遥かに凌ぐ実力で知られていた。警察官を目指していたが、竹内家の養子となった後、玉乃海太三郎（後の年寄片男波）に勧誘されて二所ノ関部屋に入門。1959年3月場所で初土俵、当初の四股名は玉乃嶋。入門時は173cm、67kgの体格であり、玉ノ海梅吉や自身のような腕力を身に付けさせようと、片男波は1日1000回の鉄砲のノルマを課した。
幕下時代に片男波の独立騒動が発生した際は片男波について行くことを選んだ。独立が承認された時も、玉乃嶋の素質を高く評価していた二所ノ関からは「どうにか連れて行かず残して欲しい」と言われたという。
1963年9月場所で新十両に昇進、1964年3月場所で新入幕を果たし、この翌場所に玉乃島と改名する。

### 出世街道
系統別から部屋別総当たり制となった1965年1月場所の初日には、初対戦となった同門の横綱で兄弟子だった大鵬幸喜と対戦して勝利した（この一番が部屋別総当たり制の定着を決定づけたとも言われる）。また、大関昇進までに栃ノ海晃嘉・佐田の山晋松から2個ずつ金星を獲得し、1966年9月場所に関脇で11勝4敗の成績を上げ、ライバルの大関北の冨士勝明（当時）より1場所遅れて大関へ昇進した。
しかし大関昇進後の1年間は1桁勝ち星が続き、1967年3月場所には7勝8敗と負け越しを喫した（当時は「3場所連続負け越しで大関陥落」の制度だったため、次の同年5月場所は大関角番とならず）。1967年11月場所に11勝4敗と大関初の二桁勝利を果たして以降、終盤まで優勝争いに加わる好成績を挙げるようになり、1968年1月場所では12勝。3月場所は右ひざの負傷で出場が危ぶまれたものの連続して12勝をあげた。
続く5月場所では13勝2敗の成績で、自身念願の幕内初優勝を果たした。場所後に協会は玉乃島の横綱昇進を横綱審議委員会に諮問し、6人の委員のうち2人（上田英雄、御手洗辰雄）は横綱昇進に賛成したが、残る4人は「反対ではないが、今回は待つべき」として、否決された。事前の報道でも「微妙な13勝」「内容に乏しい」と評価されていて、横綱昇進は時期尚早との見方が強かった。
初顔合わせで勝利した大鵬にはその後も大鵬が「精神的に堅くなった」こともあり、一時は3勝1敗とリードしたが、対戦を重ねるにつれて逆に玉の海（玉乃島）が全く勝てなくなり、1965年9月場所から1969年7月場所までは1不戦勝を挟んで16連敗を喫した（最終対戦成績は玉の海の7勝21敗（うち不戦勝1）。他に優勝決定戦で1勝1敗）。大鵬は「玉の海君に上手さえ取らせなければ、左右どちらの四つでも相撲は取れるし、勝てる」と見ており、実際に玉の海が右四つに組んでも左上手が取れず、逆に大鵬が右の差し手からの寄りや掬い投げで玉の海を圧倒した。また、玉の海の大関時代までは大鵬が離れて相撲を取り、玉の海が懐に飛び込むこともできずに敗れる相撲も多く、地力の差を感じさせる内容となっていた。横綱昇進後も玉の海は大鵬に2度にわたり千秋楽に全勝を止められ、最後まで壁となった。
1969年9月場所に13勝2敗の成績で2度目の優勝を果たしたが、同年11月場所は10勝5敗に終わり、13勝2敗で優勝した北の富士と明暗を分ける格好となった。1970年1月場所は一人横綱の大鵬が休場で「（北の富士と玉乃島）二人にとっては優勝と横綱をかけて初場所だ」「四人の大関のなかでだれが優勝してもおかしくない」と予想され、横綱昇進を巡ってはライバルの北の富士は「12勝の準優勝で横綱になれる」と言われ、当の玉乃島に関しては「ともかく13勝をやることだ。過去2回も惜しいところで見送られた実績がある。審議会の中にもこの点で同情している人もいるじゃないか」と救いの手を差し伸べる意見が見られた。この場所は中日までに2敗したため、その時点では綱取りは駄目かと思われたが、残りをすべて勝って13勝2敗とし、北の富士との優勝決定戦には敗れたが、場所後に協会は北の富士・玉乃島2人をともに横審に諮問し、約1時間の審議の末、出席した7委員の満場一致で揃って横綱推薦を決めた。2場所連続優勝の北の富士は文句なしだったが、玉乃島は横審委員の野間省一から「先場所の10勝がきがかり」との懸念が出て、委員長の舟橋聖一も「わたし自身、三分の二ぐらいに議論が分れると思った」と審議を振り返ったが、大関時代の勝率は北の富士を上回ること、1月場所は北の富士を破って優勝同点に持ち込んだこと、過去二度横綱昇進を見送られているがその時よりも力を付けていること等の理由で高橋義孝、御手洗辰雄両委員が玉乃島の安定感を高く評価し、この意見が審議を圧倒した。
二人の横綱昇進によって「北玉時代」の到来といわれた。

### 横綱昇進
横綱土俵入りは当時から後継者の少なかった「不知火型」を選択、土俵入りの指導は大鵬が務めた。これ以降、性格が正反対の玉の海と北の富士は親友になり、互いに「北さん（或いは北関）」「島ちゃん」と呼び合う間柄になった（「島ちゃん」は玉の海のかつての四股名「玉乃島」に由来する）。
新横綱となった1970年3月場所から、師匠である片男波の現役時代の四股名である「玉の海」を継いで玉の海 正洋と改めた。昇進伝達式では、本来「謹んでお受け致します」と言うべきところを「喜んでお受け致します」と言ってしまい、こうした事例に現れるような明朗快活な性格から当時は「現代っ子横綱」と呼ばれることが多かった。なお、昇進伝達式では「喜んでお受け致します」の続きとして「今後横綱としての体面をけがさぬよう努力いたします」と述べた。
横綱昇進以後、横綱3場所目（1970年7月場所）で9勝6敗の他は毎場所優勝を争い、12勝3敗も2場所のみ、1970年9月場所から4場所連続で14勝を挙げ、このうち3度は優勝した。大鵬とは連続して14勝1敗同士の優勝決定戦を行い、大鵬最後の優勝（通算32回目）を許した1971年1月場所には「何のこれしき。（自分が）弱いから負けるんだ」と発言して再起を誓った。地元名古屋での7月場所には夢の全勝優勝を果たし、多くの識者から「まもなく北玉時代から、玉の海独走時代になる」と期待され、双葉山の再来とまで呼ばれるようになった。
玉の海の横綱時代の戦績詳細は下記の通りである。また、同時代に横綱を張った北の富士、大鵬の成績も併せて記す。
| 場所           | 玉の海成績（地位）    | 北の富士成績（地位）  | 大鵬成績（地位）      | 優勝力士 | 備考                                                                  |
| -------------- | --------------------- | --------------------- | --------------------- | -------- | --------------------------------------------------------------------- |
| 1970年3月場所  | 13勝2敗（西横綱）     | 13勝2敗（東横綱）     | 14勝1敗（東張出横綱） | 大鵬     |                                                                       |
| 1970年5月場所  | 12勝3敗（東張出横綱） | 14勝1敗（西横綱）     | 12勝3敗（東横綱）     | 北の富士 |                                                                       |
| 1970年7月場所  | 9勝6敗（東張出横綱）  | 13勝2敗（東横綱）     | 2勝2敗11休（西横綱）  | 北の富士 |                                                                       |
| 1970年9月場所  | 14勝1敗（西横綱）     | 11勝4敗（東横綱）     | 12勝3敗（東張出横綱） | 玉の海   |                                                                       |
| 1970年11月場所 | 14勝1敗（東横綱）     | 11勝4敗（東張出横綱） | 14勝1敗（西横綱）     | 玉の海   | 千秋楽で大鵬（1敗）に敗戦。 優勝決定戦で大鵬に勝利。                  |
| 1971年1月場所  | 14勝1敗（東横綱）     | 11勝4敗（東張出横綱） | 14勝1敗（西横綱）     | 大鵬     | 千秋楽で大鵬（1敗）に敗戦。 優勝決定戦も大鵬に敗戦。                  |
| 1971年3月場所  | 14勝1敗（東横綱）     | 11勝4敗（東張出横綱） | 12勝3敗（西横綱）     | 玉の海   | 千秋楽で玉の海1敗・大鵬2敗で対戦し勝利。                              |
| 1971年5月場所  | 13勝2敗（東横綱）     | 15勝0敗（東張出横綱） | 3勝3敗（西横綱）      | 北の富士 | 千秋楽北の富士全勝・玉の海1敗で対戦し敗戦。 大鵬、5日目に引退を表明。 |
| 1971年7月場所  | 15勝0敗（西横綱）     | 8勝7敗（東横綱）      | -                     | 玉の海   |                                                                       |
| 1971年9月場所  | 12勝3敗（東横綱）     | 15勝0敗（西横綱）     | -                     | 北の富士 |                                                                       |

- 在位10場所間、13勝以上を7場所記録。
- 1970年9月場所 - 1971年7月場所間、連続6場所勝利数84勝を記録。
- 1970年9月場所 - 1971年1月場所まで、3場所連続初日から14連勝を記録。
- 1970年11月場所 - 1971年5月場所まで、4場所連続優勝圏内千秋楽結びの一番出場（対戦相手：大鵬3回、北の富士1回）。

### ライバル・北の富士との対戦
北の富士との対戦は1964年5月場所 - 1971年9月場所の45場所間に43回実現し、千秋楽結びの一番の対戦は8回、千秋楽両者優勝圏内の対戦が2回あった。千秋楽（太字）は、千秋楽結びの一番を示す。
| 場所           | 対戦日 | 北の富士勝敗 （通算成績） | 玉の海勝敗 （通算成績） | 優勝力士    | 備考                                                                       |
| -------------- | ------ | ------------------------- | ----------------------- | ----------- | -------------------------------------------------------------------------- |
| 1964年5月場所  | 千秋楽 | ●(0)                      | ○(1)                    | 栃ノ海      | 初対戦                                                                     |
| 1964年7月場所  | -      | -                         | -                       | 富士錦      | 取り組みが組まれず対戦なし。                                               |
| 1964年9月場所  | 7日目  | ●(0)                      | ○(2)                    | 大鵬        |                                                                            |
| 1964年11月場所 | 4日目  | ○(1)                      | ●(2)                    | 大鵬        |                                                                            |
| 1965年1月場所  | 14日目 | ○(2)                      | ●(2)                    | 佐田の山    |                                                                            |
| 1965年3月場所  | 13日目 | ●(2)                      | ○(3)                    | 大鵬        |                                                                            |
| 1965年5月場所  | 8日目  | ○(3)                      | ●(3)                    | 佐田の山    |                                                                            |
| 1965年7月場所  | 11日目 | ○(4)                      | ●(3)                    | 大鵬        |                                                                            |
| 1965年9月場所  | 3日目  | ●(4)                      | ○(4)                    | 柏戸        |                                                                            |
| 1965年11月場所 | 9日目  | ●(4)                      | ○(5)                    | 大鵬        |                                                                            |
| 1966年1月場所  | -      | -                         | -                       | 柏戸        | 取り組みが組まれず対戦なし。                                               |
| 1966年3月場所  | 2日目  | ●(4)                      | ○(6)                    | 大鵬        |                                                                            |
| 1966年5月場所  | 14日目 | ●(4)                      | ○(7)                    | 大鵬        |                                                                            |
| 1966年7月場所  | 千秋楽 | ○(5)                      | ●(7)                    | 大鵬        |                                                                            |
| 1966年9月場所  | 千秋楽 | ●(5)                      | ○(8)                    | 大鵬        | 北の富士大関昇進                                                           |
| 1966年11月場所 | 11日目 | ●(5)                      | ○(9)                    | 大鵬        | 玉乃島大関昇進                                                             |
| 1967年1月場所  | 11日目 | ○(6)                      | ●(9)                    | 大鵬        |                                                                            |
| 1967年3月場所  | 10日目 | ○(7)                      | ●(9)                    | 北の富士(1) | 北の富士初優勝                                                             |
| 1967年5月場所  | 12日目 | ○(8)                      | ●(9)                    | 大鵬        |                                                                            |
| 1967年7月場所  | 千秋楽 | ○(9)                      | ●(9)                    | 柏戸        |                                                                            |
| 1967年9月場所  | 千秋楽 | ○(10)                     | ●(9)                    | 大鵬        |                                                                            |
| 1967年11月場所 | 11日目 | ●(10)                     | ○(10)                   | 佐田の山    |                                                                            |
| 1968年1月場所  | 11日目 | ●(10)                     | ○(11)                   | 佐田の山    |                                                                            |
| 1968年3月場所  | 13日目 | ●(10)                     | ○(12)                   | 若浪        |                                                                            |
| 1968年5月場所  | 13日目 | ●(10)                     | ○(13)                   | 玉乃島(1)   | 玉乃島初優勝                                                               |
| 1968年7月場所  | 12日目 | ○(11)                     | ●(13)                   | 琴桜        |                                                                            |
| 1968年9月場所  | 10日目 | ●(11)                     | ○(14)                   | 大鵬        |                                                                            |
| 1968年11月場所 | 千秋楽 | ○(12)                     | ●(14)                   | 大鵬        |                                                                            |
| 1969年1月場所  | 千秋楽 | ○(13)                     | ●(14)                   | 大鵬        |                                                                            |
| 1969年3月場所  | 12日目 | ●(13)                     | ○(15)                   | 琴桜        |                                                                            |
| 1969年5月場所  | 10日目 | ○(14)                     | ●(15)                   | 大鵬        |                                                                            |
| 1969年7月場所  | 10日目 | ○(15)                     | ●(15)                   | 清国        |                                                                            |
| 1969年9月場所  | 11日目 | ●(15)                     | ○(16)                   | 玉乃島(2)   |                                                                            |
| 1969年11月場所 | 千秋楽 | ○(16)                     | ●(16)                   | 北の富士(2) |                                                                            |
| 1970年1月場所  | 千秋楽 | ●(16)                     | ○(17)                   | 北の富士(3) | 千秋楽で北の富士（1敗）・玉乃島（2敗）で対戦。優勝決定戦は北の富士が勝利。 |
| 1970年3月場所  | 千秋楽 | ○(17)                     | ●(17)                   | 大鵬        | 北の富士・玉の海新横綱                                                     |
| 1970年5月場所  | 13日目 | ○(18)                     | ●(17)                   | 北の富士(4) |                                                                            |
| 1970年7月場所  | 千秋楽 | ○(19)                     | ●(17)                   | 北の富士(5) |                                                                            |
| 1970年9月場所  | 千秋楽 | ○(20)                     | ●(17)                   | 玉の海(3)   | 玉の海、全勝を千秋楽に阻止される                                           |
| 1970年11月場所 | 13日目 | ●(20)                     | ○(18)                   | 玉の海(4)   |                                                                            |
| 1971年1月場所  | 13日目 | ●(20)                     | ○(19)                   | 大鵬        | 大鵬、最後の優勝                                                           |
| 1971年3月場所  | 13日目 | ●(20)                     | ○(20)                   | 玉の海(5)   |                                                                            |
| 1971年5月場所  | 千秋楽 | ○(21)                     | ●(20)                   | 北の富士(6) | 千秋楽で北の富士（全勝）、玉の海（1敗）で対戦。北の富士が全勝優勝。        |
| 1971年7月場所  | 千秋楽 | ●(21)                     | ○(21)                   | 玉の海(6)   | 玉の海、最後の優勝                                                         |
| 1971年9月場所  | 千秋楽 | ○(22)                     | ●(21)                   | 北の富士(7) | 玉の海、最後の対戦                                                         |

- 両者横綱昇進以前の対戦成績（1970年1月場所まで）は、玉の海の17勝16敗。
- 両者横綱同士の対戦成績（1970年3月場所以降）は、北の富士の6勝4敗。

### 突然の悲劇
全勝優勝を飾った1971年7月場所前後に急性虫垂炎を発症、夏巡業の最中にその痛みに耐えきれずに途中休場するなど容態が芳しくなく、早急な手術が必要だった。しかし横綱としての責任感と、同年9月場所後に大鵬の引退相撲が控えており、手術して本場所を休場すれば大鵬の引退相撲にも出場できなくなるため、痛み止めの薬を刺し続けながら9月場所に強行出場した。この場所は肋骨を折ったにもかかわらず12勝を挙げたが、これが結果として玉の海の生命を縮めることとなってしまった。
10月2日の大鵬引退相撲では、大鵬最後の横綱土俵入りで太刀持ちを務め、翌日に行われた淺瀬川健次の引退相撲にも出場した。玉の海は出場後直ちに虎の門病院へ入院して虫垂炎の緊急手術を受けたが、腹膜炎寸前の危険な状態だったという。その時点での手術後の経過は順調で、10月12日に退院する予定だった。なお、玉の海はその時点での歴代横綱で本場所での休場が一度もない力士だったが、入院手術の時点で11月場所の出場に関しては未定だったこともあり、本人も「退院後すぐに相撲は取れないが、（巡業先では）土俵下から挨拶でもしよう」と親しい人たちには伝えていたという。
ところが、退院前日の10月11日午前7時30分、起床して洗顔を終えて戻ったところ、突然右胸部の激痛を訴えてその場に倒れた。その時、既にチアノーゼ反応が起きており、顔は真っ青だったという。意識不明の状態で医師団の懸命な治療が行われ、一時は快方しかけたものの、その甲斐もなく午前11時30分に死亡が確認された。27歳没。最期の言葉は「胸が苦しい…」という言葉であったという。急逝後、玉の海の死因を究明するべく遺体を病理解剖を実施した結果、直接の死因は虫垂炎手術後に併発した急性冠症候群及び右肺動脈幹血栓症（現在の言い方では術後の肺血栓）であることが判明し、特に右の主管肺動脈には約5cmの血の塊が詰まっていたことが判明した。

### 惜しまれる死
余りにも突然の玉の海の死に角界には衝撃が走り、周囲の人々は狼狽し、ショックを隠し切れなかった。最大のライバルかつ親友だった北の富士は、巡業先の岐阜県羽島市で「玉の海関が亡くなりましたよ」との一報を聞いた時、最初は「解説の玉ノ海さん（玉ノ海梅吉）が亡くなったのか?」と思い、確認を取らせた。関係者が「現役横綱の玉の海関です」と伝えても北の富士は全く信じようとせず、「ふざけるのもいい加減にしろ！」と激怒したという。しかしその後、亡くなった人物が間違いなく親友の横綱・玉の海本人であるという事実が判った時、北の富士は「むごい……。島ちゃんがあまりにも可哀想だ……。」と、その場で人目もはばからず号泣した。
死去当時、玉の海の死に顔を見た人々は、口を揃えて「無念の形相だった」と語っていた。広い肩幅が最大の武器で相手に上手を与えなかった玉の海の納棺された姿を見ていた付け人の一人は「横綱、窮屈そうだな……。」と言い、その場にいた人々は涙が止まらなかったという。
日本国政府より死没日付をもって勲四等に叙され、瑞宝章が追贈された。
2021年10月1日までに玉の海の横綱推挙状が愛知県豊川市で見つかったことが分かった。日本相撲協会が贈った推挙状は玉の海が蒲郡中で柔道部所属時に顧問を務めていた河原照夫教諭の長男の自宅に保管されていた。

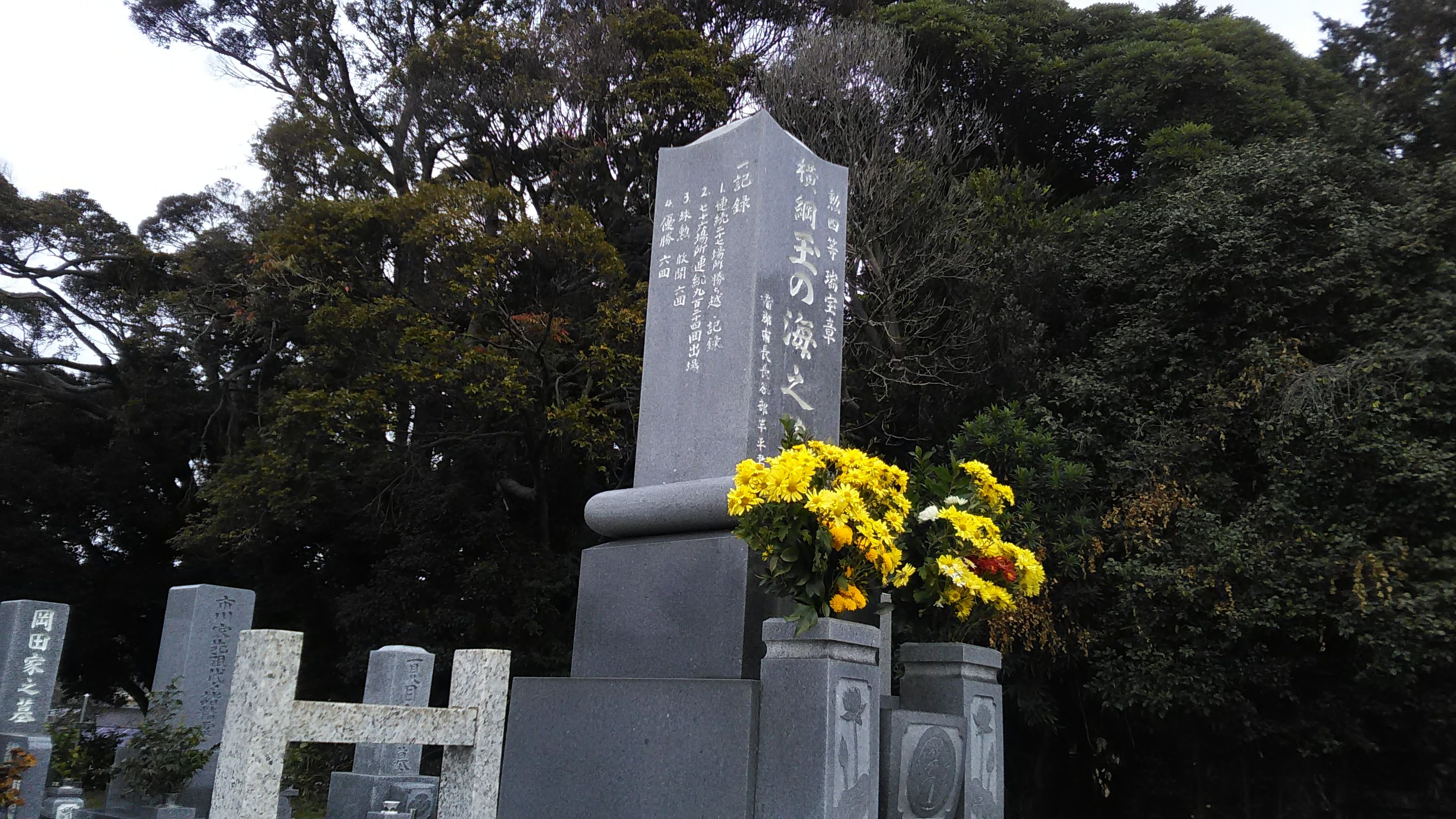
玉の海の墓(蒲郡市天桂院)

同年10月11日、玉の海の没後50年法要が墓所のある愛知県蒲郡市の天桂院にて行われた。発起人となった母校・蒲郡中学校の同級生ら25人をはじめ、同市の鈴木寿明市長ら約50人が訪れた。
北の富士は、玉の海の没後50年を迎えた際の電話取材で、当時の友人のまさかの死について「死ぬなんて思っていなかった」「驚いたというより、肉親が亡くなった時よりも泣いたな。人が死んで、あれだけ涙が出たのは生まれて初めてだった」と述懐した。
2022年9月23日、納棺時に僧侶が切り取って母親に手渡した玉の海の髷が保管されていたことが判明した。
2024年10月11日に市民グループ「第51代横綱玉の海を愛する会」によって愛知県蒲郡市に資料展示施設が仮オープンすることになった。
なお、大阪市北区にある太融寺には「玉の海正洋の碑」がある。
玉の海の死後、部屋の後輩である玉鷲が、初土俵以来休場せず(新型コロナウイルス関連による休場を除く)、連続出場記録を伸ばしている。

## エピソード
- 歴代横綱の中で唯一、初土俵以来皆勤（休場なし）であった。しかし、前述の通り虫垂炎が発覚しても入院を拒否して強行出場を続けた結果、自身の生命を縮めることになってしまった。
- 体重・上背はそれほどなかったが、反り腰の強さと右四つの型の完成度、「後の先」の立合いは「双葉山の再来」と言われ、投げ技も豪快だった[26]。さらに寄りながら吊り上げる吊り出しの技術は相撲史上最高との評価もあった。欠点は脇の甘さで、大鵬・北の富士以外に長谷川・栃東といった左四つで前捌きの上手い相手には差し負けることが多かったが、横綱昇進後は左四つでも廻しを取れば下位に負けることはほとんど無くなった。高くまっすぐ上がる四股の美しさにも定評があった。
- 片男波は玉の海に対しては特に厳しく指導したとされ、大関時代に門限を破った罰として殴ったという事実も伝えられている（師匠の片男波は最高位が関脇であった）。後援者から「もう大関だから」とこれについて指摘されても「将来は横綱になる逸材だからこそ、緩めることはできない」と答えたという。この指導方法は、玉の海の強力な壁となった大鵬の育てられ方（大関になっても容赦なく師匠から殴られたという）と同質のものであった。
- 解説者の玉ノ海は大相撲中継で玉の海を褒めることがしばしばあり、放言とされかねない発言さえも笑っていた。ある場所のNHK中継で北出清五郎が「三人の玉の海の中で自分が一番偉い」と玉の海が尊大ですらある発言をしていたことを明かした際にも機嫌を損ねず、むしろ「自分は元関脇だからねえ」と素直に喜んでいたという。その素材が早くから認められていた証拠と言える。
- 大関に昇進してから1967年頃までは9勝6敗の成績が多かったため「クンロク大関」と呼ばれていた。ある日、玉の海は北の富士に対して「北の富士関、ぼく、最近、"カンロク大関"って言われています」と「クンロク大関」と呼ばれていることに気付いていない様子であった[27]。北の富士も2022年3月場所初日のNHK大相撲中継で「貫禄と間違えてね、『とうとう俺たちも貫禄だな』」と同様の勘違いをしていたと明かした[28]。
- 龍虎と並んでジャージを着用した力士のはしりとも言われる。ただし、玉の海はファッション目的ではなく、独自の調整法であるランニング[注 10]のために着ていた。大関昇進後、玉の海は通常より1時間半早く起きてランニングを行うようになった。走っていた場所は明治神宮外苑の芝の上で、運動学も勉強していたので「神宮外苑の芝の上を走らないとヒザを傷める」と語っていた[29]。ランニングは師匠の指示によって取り入れたという相撲専門文献の記述もあり、このランニングの習慣を一門の後輩である貴ノ花や輪島も取り入れていたことで知られる[5]。1971年1月場所千秋楽の深夜、怪我で途中休場していた若き日の貴ノ花は飲酒して帰宅途中、ジャージ姿でランニング中の玉の海を目撃して我に返り、己の不甲斐なさを反省したという。この日、玉の海は14戦全勝で迎えた大鵬との本割・決定戦で連敗し、全勝優勝どころか優勝そのものまで逃したばかりだった。
- 横綱の現役死は1938年12月の玉錦以来だが、玉錦は二所ノ関一門の開祖であり、奇しくも玉の海は孫弟子に当たる。死因も同じ虫垂炎の悪化であった。
- 27歳の青年横綱である玉の海が急逝するとは当然ながら誰も夢にも思わなかったことで、片男波部屋には玉の海の手形が1枚も保管されていなかった。玉の海の死後、師匠の玉乃海太三郎が後援会に頼んで、かつて贈呈したものを返してもらわざるを得なかったほどであった。
- 若名乗りの玉乃島は、弟弟子の玉ノ富士が13代・片男波を継承したのち、弟子である玉乃島新に引き継がれた。
- 現役当時はボウリングが大好きで、その腕前は折り紙付きである。
- カメラ・ピアノ・ギターなど多趣味であり、一番長く続いていたのはギターで、それは横綱になっても変わらなかった。古賀メロディーを口ずさむほど、音楽好きが奏して1970年第21回紅白歌合戦の審査員に出演した。第1回福祉大相撲の歌コーナーにて、舟木一夫の高校三年生を熱唱した。元々芸術面に長けており、美術面では絵画の実力も高かった。実際、中学時代には恩師の人物画を書いていた記述がある。
- 玉の海の急死を教訓に、この悲劇を繰り返してはならないと当時の相撲診療所医師の林盈六が「力士の健康診断に血液検査は不可欠」と判断し、当時日本相撲協会・健康保険組合理事長だった二子山（初代若乃花）に『力士の健康診断の項目に血液検査を導入する』ことを提案し、実現させたという[30]。
- 玉の海は自分の死を予感していたとも言われる。亡くなる前日の10月10日、部屋の女将が病院に見舞いに来た際、「昨日、突然心臓が痛み出して死ぬかと思いましたよ…」とポツリと述べたという。また、同じく見舞いに来た長谷川（佐渡ヶ嶽部屋）に対して「もう最後かもしれんから（俺の）写真を撮っておけ」とも言ったという。さらに、自身の入院直前に行われた大鵬の引退相撲の際には、二所ノ関一門の大麒麟（二所ノ関部屋）・琴櫻（佐渡ヶ嶽部屋）の両大関に対して「もし俺がいなくなったら、お前ら、後を頼むぞ」とまで言っていたことを、何人かの力士が証言している。余談ではあるが、玉の海が入院していた病室は、日本では“死”に通じると言われ、一般に縁起の悪い数字とされる「4」を2つも含む414号室であった[注 11]。
- 現役最終場所となった1971年9月場所には、蒲郡市立西浦中学校柔道部の13年後輩である鳳凰（当時壁谷、後に関脇まで昇進）が古巣の二所ノ関部屋から初土俵を踏んでおり、翌11月場所の番付には玉の海と入れ替わるように新序ノ口となった壁谷の名前が掲載された。

## 主な成績

### 通算成績
- 通算成績：619勝305敗 勝率.670
- 幕内成績：469勝221敗 勝率.680
- 横綱成績：130勝20敗 勝率.867
- 大関成績：206勝94敗 勝率.687
- 現役在位：76場所
- 幕内在位：46場所
- 横綱在位：10場所
- 大関在位：20場所
- 三役在位：6場所（関脇4場所、小結2場所）
- 年間最多勝：1968年（69勝21敗）、1970年（75勝15敗・北の富士と同数）
- 連勝記録 ：19（1971年7月場所初日 - 1971年9月場所4日目）
- 連続6場所勝利：84勝（1970年9月場所 - 1971年7月場所）
- 通算幕内連続勝ち越し記録：27場所（当時1位・2015年現在歴代6位、1967年5月場所 - 1971年9月場所）
- 幕内連続2桁勝利記録：9場所（1967年11月場所 - 1969年3月場所）
- 幕内連続12勝以上勝利：7場所（当時2位タイ・現在歴代7位タイ、1970年9月場所 - 1971年9月場所）

横綱10場所の成績は130勝20敗、1場所平均13勝2敗という恐るべき成績である。特に1970年9月場所以降に限っては96勝9敗、勝率は9割1分4厘に跳ね上がる。横綱在位中の勝率.867は、昭和以降では双葉山定次、白鵬翔に次ぐ第3位であり、その相撲の完成形を見ることが出来なかったのは考えられた以上に大きな損失だった。
生涯最後となった1971年9月場所では通算（幕内）連続勝ち越しが27場所におよび、玉錦の26場所を超える歴代新記録を達成していた（現在は歴代6位）。
横綱昇進後与えた金星は僅か3個（福の花孝一2個、藤ノ川武雄1個）で、中日（8日目）までの7日間に黒星を喫することは滅多に無かった。さらに1970年9月場所 - 1971年7月場所で、当時の最多記録である「6場所連続幕内中日勝ち越し」も達成していた。一方で千秋楽の本割には分が悪く3勝7敗(特に北の富士が相手の場合は1勝5敗だった)。

### 各段優勝
- 幕内最高優勝：6回（1968年5月場所、1969年9月場所、1970年9月場所、1970年11月場所、1971年3月場所、1971年7月場所）[1]
  - 全勝優勝：1回（1971年7月場所）
  - 同点 2回
  - 次点 9回
- 序二段優勝：1回（1959年7月場所）

### 三賞・金星
- 三賞：6回
  - 殊勲賞：4回（1965年3月場所・5月場所、1966年7月場所・9月場所）
  - 敢闘賞：2回（1966年1月場所・5月場所）
- 金星：4個（栃ノ海2個、佐田の山2個）

### 場所別成績
| | 一月場所 初場所（東京） | 三月場所 春場所（大阪） | 五月場所 夏場所（東京） | 七月場所 名古屋場所（愛知） | 九月場所 秋場所（東京） | 十一月場所 九州場所（福岡） |
| --- | ----------------------- | ----------------------- | ----------------------- | --------------------------- | ----------------------- | --------------------------- |
| 1959年 （昭和34年） | x                       | （前相撲）              | 西序ノ口27枚目 6–2      | 西序二段105枚目 優勝 8–0    | 東三段目104枚目 5–3     | 西三段目72枚目 4–4          |
| 1960年 （昭和35年） | 西三段目71枚目 4–4      | 東三段目61枚目 5–3      | 西三段目40枚目 6–2      | 西三段目9枚目 3–4           | 西三段目19枚目 6–1      | 西幕下77枚目 4–3            |
| 1961年 （昭和36年） | 東幕下70枚目 5–2        | 東幕下48枚目 6–1        | 東幕下22枚目 4–3        | 東幕下20枚目 5–2            | 東幕下14枚目 3–4        | 西幕下18枚目 4–3            |
| 1962年 （昭和37年） | 東幕下17枚目 4–3        | 東幕下15枚目 4–3        | 西幕下11枚目 4–3        | 西幕下8枚目 1–6             | 東幕下27枚目 4–3        | 西幕下22枚目 3–4            |
| 1963年 （昭和38年） | 西幕下25枚目 6–1        | 西幕下14枚目 4–3        | 東幕下12枚目 6–1        | 東幕下4枚目 6–1             | 東十両18枚目 9–6        | 西十両15枚目 10–5           |
| 1964年 （昭和39年） | 西十両4枚目 11–4        | 東前頭15枚目 9–6        | 西前頭9枚目 8–7         | 西前頭6枚目 8–7             | 西前頭4枚目 8–7         | 西前頭筆頭 9–6              |
| 1965年 （昭和40年） | 東小結 5–10             | 東前頭3枚目 9–6 殊★     | 西小結 8–7 殊           | 西関脇 6–9                  | 西前頭筆頭 7–8 ★        | 西前頭2枚目 4–11            |
| 1966年 （昭和41年） | 西前頭8枚目 13–2 敢     | 東前頭筆頭 9–6 ★        | 西関脇 10–5 敢          | 西関脇 9–6 殊               | 東関脇 11–4 殊          | 西大関 9–6                  |
| 1967年 （昭和42年） | 西大関 9–6              | 西大関 7–8              | 西大関 8–7              | 東大関 9–6                  | 西大関 9–6              | 西大関 11–4                 |
| 1968年 （昭和43年） | 東大関 12–3             | 東大関 12–3             | 東大関 13–2             | 東大関 10–5                 | 西大関 10–5             | 東大関 12–3                 |
| 1969年 （昭和44年） | 東大関 12–3             | 東大関 10–5             | 西大関 8–7              | 西張出大関 9–6              | 西張出大関 13–2         | 東大関 10–5                 |
| 1970年 （昭和45年） | 西大関 13–2             | 西横綱 13–2             | 東張出横綱 12–3         | 東張出横綱 9–6              | 西横綱 14–1             | 東横綱 14–1                 |
| 1971年 （昭和46年） | 東横綱 14–1             | 東横綱 14–1             | 東横綱 13–2             | 西横綱 15–0                 | 東横綱 12–3             | 引退 –                      |
| 各欄の数字は、「勝ち-負け-休場」を示す。 優勝 引退 休場 十両 幕下 三賞：敢=敢闘賞、殊=殊勲賞、技=技能賞 その他：★=金星 番付階級：幕内 - 十両 - 幕下 - 三段目 - 序二段 - 序ノ口 幕内序列：横綱 - 大関 - 関脇 - 小結 - 前頭（「#数字」は各位内の序列） |                         |                         |                         |                             |                         |                             |

### 幕内対戦成績
| 青ノ里   | 4    | 3   | 浅瀬川 | 8(1)  | 4  | 朝登     | 2     | 0   | 天津風 | 0  | 2 |  |  |  |
| 岩風     | 0    | 1   | 宇多川 | 1     | 0  | 小城ノ花 | 2     | 1   | 海乃山 | 18 | 3 |  |  |  |
| 開隆山   | 5    | 1   | 柏戸   | 14(1) | 10 | 和晃     | 1     | 0   | 北ノ國 | 0  | 1 |  |  |  |
| 北の富士 | 21   | 22* | 北葉山 | 7     | 4  | 清國     | 24    | 15  | 黒姫山 | 4  | 0 |  |  |  |
| 高鉄山   | 10   | 2   | 琴櫻   | 25    | 12 | 佐田の山 | 7     | 12  | 沢光   | 2  | 0 |  |  |  |
| 白田山   | 1    | 0   | 錦洋   | 4     | 0  | 大麒麟   | 21    | 10  | 大豪   | 4  | 3 |  |  |  |
| 大受     | 6    | 0   | 大雪   | 1     | 0  | 大鵬     | 7(1)* | 21* | 大雄   | 6  | 1 |  |  |  |
| 大竜川   | 1    | 0   | 貴ノ花 | 7     | 0  | 高見山   | 15    | 2   | 常錦   | 1  | 0 |  |  |  |
| 鶴ヶ嶺   | 2    | 1   | 時葉山 | 1     | 1  | 栃東     | 7     | 5   | 栃王山 | 5  | 0 |  |  |  |
| 栃光     | 2    | 6   | 栃富士 | 1     | 0  | 羽黒岩   | 7     | 0   | 羽黒川 | 3  | 0 |  |  |  |
| 羽黒山   | 2(1) | 1   | 長谷川 | 20    | 12 | 花光     | 2     | 1   | 廣川   | 2  | 0 |  |  |  |
| 福の花   | 14   | 4   | 房錦   | 1     | 0  | 富士錦   | 7     | 4   | 藤ノ川 | 17 | 2 |  |  |  |
| 二子岳   | 8    | 1   | 前田川 | 4     | 0  | 前の山   | 17    | 8   | 増位山 | 1  | 0 |  |  |  |
| 三重ノ海 | 4    | 1   | 禊鳳   | 2     | 0  | 明武谷   | 12    | 6   | 陸奥嵐 | 17 | 1 |  |  |  |
| 義ノ花   | 8    | 1   | 龍虎   | 13    | 1  | 若杉山   | 1     | 0   | 若秩父 | 2  | 3 |  |  |  |
| 若天龍   | 2    | 2   | 若浪   | 12    | 2  | 若鳴門   | 1     | 1   | 若乃洲 | 1  | 0 |  |  |  |
| 若羽黒   | 2    | 1   | 若二瀬 | 8     | 2  | 若見山   | 5     | 3   | 輪島   | 1  | 0 |  |  |  |

- 他に優勝決定戦で北の富士に1敗、大鵬に1勝1敗がある。

## 改名歴
- 玉乃嶋 正夫（たまのしま まさお）1959年3月場所 - 1964年3月場所
- 玉乃島 正夫（たまのしま まさお）1964年5月場所 - 1970年1月場所
- 玉の海 正洋（たまのうみ まさひろ）1970年3月場所 - 1971年9月場所